# Brian Glanville
Brian Lester Glanville (Londra, 24 settembre 1931 – Londra, 16 maggio 2025) è stato uno scrittore e giornalista britannico, noto soprattutto per i suoi libri riguardanti il calcio.

## The Years of the Golden Fix
Nel 1975, e nel corso degli anni successivi, il quotidiano inglese The Times pubblicò un'inchiesta condotta da Glanville, con il collega statunitense Keith Botsford, denominata The Years of the Golden Fix ("Gli anni della truffa d'oro") su presunti casi di combine accaduti nel calcio europeo durante gli anni cinquanta, sessanta e settanta, i quali avrebbero coinvolto vari club e nazionali e numerose partite.
Al centro di tale indagine vi fu l'ambiente calcistico italiano e, in particolare, il dirigente sportivo Italo Allodi e il faccendiere ungherese Dezső Solti, i quali sarebbero stati protagonisti di ripetuti episodi di corruzione arbitrale con la complicità di Artemio Franchi, presidente della FIGC dal 1967 al 1976 e dal 1978 al 1980, nonché dell'UEFA dal 1973 al 1983. Secondo Glanville e Botsford, gli illeciti più importanti compiuti da Allodi e Solti si sarebbero verificati in relazione alle semifinali di Coppa dei Campioni 1963-1964, 1964-1965 e 1965-1966, nel periodo in cui Allodi fu manager dell'Inter, alla semifinale della Coppa dei Campioni 1972-1973, con Allodi come direttore sportivo della Juventus, e a diversi incontri della nazionale italiana nel periodo 1974-1982, anni in cui Allodi fu dirigente federale.
L'inchiesta, tuttavia, non si fermò solo all'Italia: i due giornalisti, infatti, rivolsero analoghe imputazioni alle squadre spagnole, responsabili a loro dire di essere state le pioniere nell'ambito delle combine (lo stesso Solti avrebbe raccontato di aver lavorato col Real Madrid), e tedesche, ponendo l'accento sulla finale di Coppa dei Campioni 1974-1975  tra Bayern Monaco e Leeds United. Le società principalmente danneggiate da questo sistema di malaffare sarebbero state, invece, quelle britanniche, e soprattutto il Liverpool, il Derby County e il summenzionato Leeds.
La maggior parte delle volte, però, le denunce di Glanville e Botsford non trovarono riscontri in sede giudiziaria. Gli unici club oggetto di procedimenti della magistratura sportiva in seguito all'indagine dei due giornalisti furono la Juventus e il Milan. Nel primo caso, la Commissione Disciplinare della confederazione europea assolse i bianconeri dalle accuse relative alla succitata semifinale di Coppa dei Campioni del 1973, nel secondo caso i rossoneri, già coinvolti senza conseguenze in The Years of the Golden Fix circa la finale di Coppa delle Coppe 1972-1973 e una partita dell'edizione successiva del torneo, vennero multati per aver offerto a un arbitro «doni di eccessivo valore» in occasione di un incontro giocato nel 1978 in Coppa UEFA.

## Opere
- The Reluctant Dictator. Londra, Laurie, 1952.
- Henry Sows the Wind. Londra, Secker and Warburg, 1954.
- Along the Arno. Londra, Secker e Warburg, 1956; New York, Crowell, 1957.
- The Bankrupts. Londra, Secker e Warburg, and New York, Doubleday, 1958.
- After Rome, Africa. Londra, Secker e Warburg, 1959.
- Diamond. Londra, Secker and Warburg, e New York, FarrarStraus, 1962.
- The Rise of Gerry Logan. Londra, Secker e Warburg, 1963; NewYork, Delacorte Press, 1965.
- A Second Home. Londra, Secker e Warburg, 1965; New York, Delacorte Press, 1966.
- A Roman Marriage. Londra, Joseph, 1966; New York, CowardMcCann, 1967.
- The Artist Type. Londra, Cape, 1967; New York, Coward McCann, 1968.
- The Olympian. New York, Coward McCann, e Londra, Secker andWarburg, 1969.
- A Cry of Crickets. Londra, Secker e Warburg, and New York, Coward McCann, 1970.
- The Financiers. Londra, Secker e Warburg, 1972; as Money Is Love, New York, Doubleday, 1972.
- The Comic. Londra, Secker e Warburg, 1974; New York, Stein andDay, 1975.
- The Dying of the Light. Londra, Secker and Warburg, 1976.
- Never Look Back. Londra, Joseph, 1980.
- Kissing America. Londra, Blond, 1985.
- The Catacomb. Londra, Hodder and Stoughton, 1988.
- Dictators. Londra, Smaller Sky Books, 2001.